# Bulbophyllum conchophyllum
Bulbophyllum conchophyllum är en orkidéart som beskrevs av Johannes Jacobus Smith. Bulbophyllum conchophyllum ingår i släktet Bulbophyllum och familjen orkidéer. Inga underarter finns listade i Catalogue of Life.